# Pepparkusten

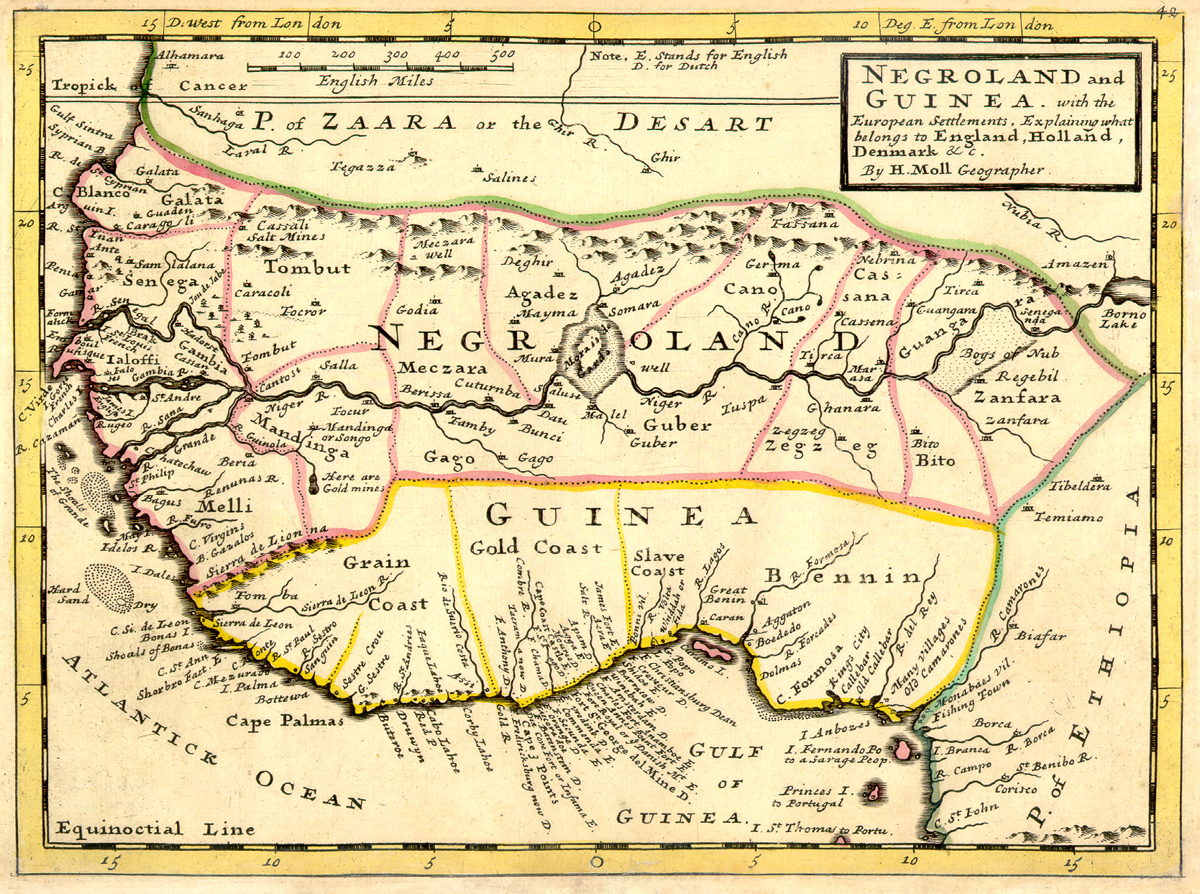
Karta från 1729 av den brittiske kartografen Herman Moll som visar Pepparkusten, här med alternativnamnet "Grain Coast".

Pepparkusten, även Kryddkusten eller Meleguetakusten, kallas ett kustområde på Guineakusten i västra Afrika, mellan Kap Mesurado och Kap Palmas i Liberia och har fått sitt namn efter den därifrån exporterade meleguetapepparn eller paradisfröna. Pepparn var den viktigaste kryddan som strax efter upptäckten av området inhandlades och fraktades till Europa.